# Mearns Castle

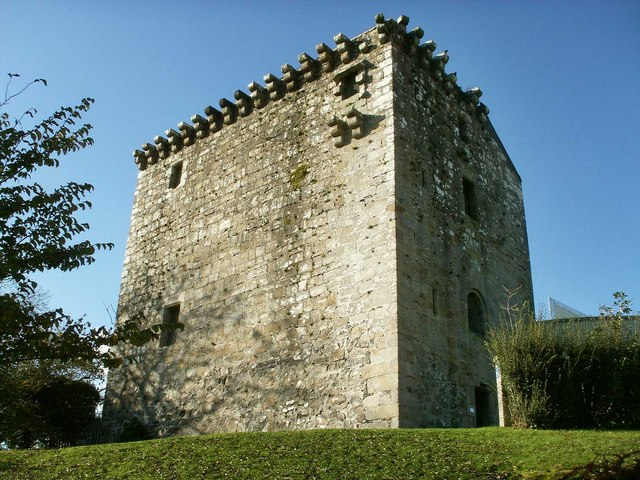
Mearns Castle

Mearns Castle ist eine Burgruine in der schottischen Stadt Newton Mearns in der Council Area East Renfrewshire. Sie liegt am Ostrand der Stadt. 1971 wurde Mearns Castle in die schottischen Denkmallisten in der höchsten Kategorie A aufgenommen.

## Geschichte
Mearns Castle wurde wahrscheinlich im Jahre 1449 von Mitgliedern des Clans Maxwell errichtet. Mit dem südlich am Solway Firth gelegenen Caerlaverock Castle besaßen die Ritter von Maxwell eine der bedeutendsten Grenzburgen Schottlands, sodass es sich bei Mearns Castle nicht um ihre Hauptburg handelte. Zu Zeiten der Covenanters beherbergte die Burg eine Garnison Dragoner, welche die Gegend kontrollierten. Der letzte Bewohner von Mearns Castle war George of Nether Pollok, welcher das Bauwerk im 17. Jahrhundert aufgab. 1971 wurde die Ruine an den modernen Neubau der Maxwell Mearns Parish Church integriert, jedoch nicht genutzt.

## Beschreibung
Die dreistöckige Burg weist eine Grundfläche von etwa 9 m × 13 m auf und besitzt eine Höhe von etwa 12 m. Einst war sie von einem Burggraben umgeben und nur über eine Zugbrücke zugänglich. Im Inneren sind die einzelnen Stockwerke über eine Wendeltreppe zugänglich. Das Gebäude schließt mit einer zinnenbewehrten Brüstung ab. Heute besitzt es ein modernes Betondach. 2008 wurde Mearns Castle in das schottische Register für gefährdete denkmalgeschützte Bauwerke aufgenommen. 2014 wurde die Bausubstanz als schlecht und Mearns Castle als gefährdet eingestuft. Weite Teile des Mauerwerks sind feucht und großflächig von Moos überzogen. Durch Pflanzenbewuchs wurden Teile des Mörtels zerstört.